# Michael McAdams
C. Michael McAdams (Kalifornija, 8. svibnja 1947. – Sacramento, 29. listopada 2010.), bio je američki povjesničar, pisac i publicist škotsko-židovskoga podrijetla.

## Životopis
Charles Michael McAdams rođen je 8. svibnja 1947. godine u bazi američkih marinaca u Kaliforniji, gdje mu je otac bio časnik. Služio je vojsku u američkim marincima, a nakon odsluženja vojne obveze studirao je i diplomirao povijesne znanosti na University of the Pacific. Magistrirao je na isusovačkom sveučilištu John Carroll University u Clevelandu, gdje je dobio i svjedodžbu iz sovjetskih i istočno-europskih studija. Kasnije je nastavio studirati komparativne političke i ideološke znanosti na University of Colorado te na University of San Francisco. Nakon završenih kolegija za doktorat 1979. godine postaje ravnateljem kampusa Sveučilišta San Francisco u Sacramentu i tu ostaje do 2000. godine i umirovljenja.
Za McAdamsovu sklonost Hrvatima i angažiranost za hrvatsku stvar zaslužan je Zvonimir Pribanić.
Objavio je 7 monografija i više od 100 članaka u području hrvatskih, njemačkih i južnoslavenskih studija. Održao je brojna predavanja na simpozijima diljem svijeta.
Bio je članom Association for Croatian Studies, Croatian Academy of America, El Instituto Croata Latinamericano de Cultura i inih ustanova. 
Godine 1995. odlikovan je Redom Danice hrvatske s likom Marka Marulića za osobite zasluge u kulturi.

## Djela
- Whitepaper on Dr. Andrija Artukovic, Arcadia, 1975.
- Allied Prisoners of War in Croatia 1941-1945, Arcadia, 1980.
- The student-university contract in advising, recruiting, marketing and counseling: case studies, San Francisco, 1988.[4]
- The student-university contract in advising, recruiting, marketing and counseling: cases and comentary, San Francisco, 1988.[4]
- Croatia: myth and reality, Arcadia, 1992., (2. izd. 1994., 3. izd. Croatia: myth and reality: the final chapter, 1997.; na hrvatskom Hrvatska: mit i istina, Zagreb, 1993.; njemačkom, Zagreb, 1993.; švedskom 1995.; danskom 1995.; španjolskom 1998.)

## Vanjske poveznice
- (engl.), (hrv.) Ante Čuvalo, C. Michael McAdams (1947-2010) In memory of a sincere Croatian friend / C. Michael McAdams (1947.-2010.) U spomen iskrenom hrvatskom prijatelju (članak na croatia.org)
- (engl.) Croatia: myth and reality, mcadams-croatia.net, (u međumrežnoj pismohrani archive.org 8. veljače 2012.)
- (engl.) C. Michael McAdams, Yalta and The Bleiburg Tragedy (poglavlje iz knjige Od Bleiburga do Naših Dana, ur. Jozo Marović, Školska Knjiga, Zagreb, 1995.), phdn.org
- (engl.) Legacy.com: Charles Michael McAdams, Obituary by The Sacramento Bee.
- McAdams: Kako su me novinari »Jutarnjeg«, »Novog lista« i »Ferala« pokušali ocrniti bez argumenata (1), Vjesnik, monitor.hr, 19. kolovoza 1999. (u međumrežnoj pismohrani archive.org 12. veljače 2015.)
- McAdams: Ne ispričaju li mi se »Jutarnji« i »Feral«, tražit ću naknadu u SAD-u i Hrvatskoj (2), Vjesnik, monitor.hr, 20. kolovoza 1999. (u međumrežnoj pismohrani archive.org 25. travnja 2017.)
- C. Michael McAdams, White paper on Dr. Andrija Artukovic, glashrvatske.com.au